# Soumaila Traoré
Soumaila Traoré (Bamako, Malí, 4 de enero de 1973) es un exfutbolista de Costa de Marfil que jugaba en la posición de delantero.

## Carrera

### Club
| Periodo   | Club             |
| --------- | ---------------- |
| 1991-1993 | Djoliba AC       |
| 1993      | Austria Viena    |
| 1994      | Raja Casablanca  |
| 1994–1995 | Wydad Casablanca |
| 1995–1998 | Djoliba AC       |

### Selección nacional
Jugó para Malí en siete ocasiones de 1993 a 1994 y anotó tres goles, uno de ellos fue el de la victoria por 1-0 ante Egipto en los cuartos de final de la Copa Africana de Naciones 1994.

## Logros
- Primera División de Malí (4): 1992, 1996, 1997, 1998
- Copa de Malí (2): 1996, 1998
- Supercopa de Malí (1): 1997
- Bundesliga de Austria (1): 1992/93
- Supercopa de Austria (1): 1993